# Dallas Wings 2019
La stagione 2019 delle Dallas Wings fu la 22ª nella WNBA per la franchigia.
Le Dallas Wings arrivarono seste nella Western Conference con un record di 10-24, non qualificandosi per i play-off.

## Roster
| N° | Naz.                   | Ruolo | Sportivo             | Anno | Alt. | Peso |
| -- | ---------------------- | ----- | -------------------- | ---- | ---- | ---- |
| 1  | Stati Uniti (bandiera) | G     | Brooke McCarty       | 1995 | 163  |      |
| 2  | Stati Uniti (bandiera) | G     | Tayler Hill          | 1990 | 175  | 66   |
| 3  | Stati Uniti (bandiera) | G     | Kaela Davis          | 1995 | 188  | 77   |
| 6  | Stati Uniti (bandiera) | A     | Kayla Thornton       | 1992 | 185  | 86   |
| 13 | Stati Uniti (bandiera) | A     | Megan Gustafson      | 1996 | 191  | 88   |
| 14 | Stati Uniti (bandiera) | G     | Allisha Gray         | 1992 | 185  | 76   |
| 20 | Stati Uniti (bandiera) | A     | Isabelle Harrison    | 1993 | 191  | 83   |
| 24 | Stati Uniti (bandiera) | G     | Arike Ogunbowale     | 1997 | 173  | 75   |
| 25 | Stati Uniti (bandiera) | A     | Glory Johnson        | 1990 | 191  | 77   |
| 30 | Stati Uniti (bandiera) | AC    | Azurá Stevens        | 1996 | 198  | 82   |
| 31 | Stati Uniti (bandiera) | AC    | Kristine Anigwe      | 1997 | 193  | 91   |
| 34 | Stati Uniti (bandiera) | C     | Imani McGee-Stafford | 1994 | 201  | 98   |
| 44 | Stati Uniti (bandiera) | G     | Karlie Samuelson     | 1995 | 183  | 73   |
| 55 | Stati Uniti (bandiera) | A     | Theresa Plaisance    | 1992 | 196  | 91   |

## Staff tecnico
- Allenatore: Brian Agler
- Vice-allenatori: Erin Phillips, Crystal Robinson
- Preparatore atletico: Allison Russell
- Preparatore fisico: Danny Wardell